# Alessandro Baricco
Alessandro Baricco (* 25. ledna 1958, Turín), populární italský romanopisec, dramatik, kritik, novinář a esejista.
Jako spisovatel debutoval v roce 1991 románem Castelli di rabbia. Román Hedvábí (1996) byl v roce 2007 zfilmován, hlavní role obsadili Keira Knightleyová a Michael Pitt.

## Dílo

### Romány
- Castelli di rabbia, 1991; č. Hrady hněvu, 2000, překlad Alice Flemrová recenze
- Oceano Mare, 1993; č. Oceán moře, 2001, překlad Alice Flemrová a Miloslava Lázňovská
- Seta, 1996; č. Hedvábí, 2004, překlad Alice Flemrová
- City, 1999; č. City, 2000, překlad Alice Flemrová recenze
- Senza sangue, 2002; Bez krve
- Questa storia, 2006; Tento příběh